# Volume de controle
Um Volume de controle PB ou Volume de controloPE, em mecânica dos fluidos, é um volume arbitrário no espaço através do qual o fluido escoa. O contorno geométrico do volume de controle é chamado de superfície de controle.